# El Mabrouk (Hodh El Gharbi)
Pour les articles homonymes, voir Mabrouk.
El Mabrouk, également appelé Mabrouk I, est une commune de Mauritanie située dans le département de Tamchekett de la région de Hodh El Gharbi.